# Michael Govier
Michael Govier ist ein US-amerikanischer Schauspieler, Drehbuchautor und Filmregisseur.

## Leben
Michael Govier startete seine Filmkarriere als Schauspieler. Er erhielt eine wiederkehrende Rolle in der Fernsehserie Conan um Conan O’Brien. Unter anderem trat er dort als Han Solo auf. Weitere Gastrollen hatte er in Das geheimnisvolle Kochbuch (2017) und This Is Us (2020).
Mit Will McCormack drehte er 2020 den Animationsfilm If Anything Happens I Love You, der sich mit dem Thema Schulmassaker auseinandersetzt. Sein Regiedebüt wurde bei der Oscarverleihung 2021 mit dem Oscar als Bester animierter Kurzfilm ausgezeichnet.
Govier ist außerdem Drehbuchautor für das Theater und engagiert sich im Kindertheater Playmakers Laboratory.

## Filmografie

### Regie
- 2020: If Anything Happens I Love You (zusammen mit Will McCormack)

### Schauspieler
- 2006: The Waiters
- 2012: Eugene (Kurzfilm)
- 2013–2016: Conan (Fernsehserie)
- 2014: Best Friends Forever (Kurzfilm, auch Drehbuch)
- 2016: Space for Rent (Kurzfilm, auch Drehbuch)
- 2018: Still (Kurzfilm)